# Symplocos groffii
Symplocos groffii là một loài thực vật có hoa trong họ Dung. Loài này được Merr. miêu tả khoa học đầu tiên năm 1917.